# Strigamia sibirica
Strigamia sibirica är en mångfotingart som först beskrevs av Sseliwanoff 1881.  Strigamia sibirica ingår i släktet Strigamia och familjen spoljordkrypare. Inga underarter finns listade i Catalogue of Life.